# Nasello
Il nome volgare nasello identifica varie specie di pesci ossei delle famiglie Merlucciidae e Phycidae, all'interno dell'ordine Gadiformes.
I naselli appartengono quindi allo stesso ordine dei merluzzi (che sono i pesci del genere Gadus) e dell'eglefino (Melanogrammus aeglefinus); gli stessi naselli della famiglia Merlucciidae (quindi esclusa la famiglia delle Phycidae la mostella e la mostella bianca)
.

## Specie

### Merlucciidae
- Macruronus magellanicus (nasello patagonico)
- Macruronus novaezelandiae (nasello merluzzo australe)
- Merluccius albidus (nasello atlantico)
- Merluccius angustimanus
- Merluccius australis (nasello australe)
- Merluccius bilinearis (nasello atlantico)
- Merluccius capensis (nasello sudafricano)
- Merluccius gayi (nasello del Pacifico)
- Merluccius hernandezi
- Merluccius hubbsi (nasello atlantico)
- Merluccius merluccius (nasello europeo)
- Merluccius paradoxus (nasello sudafricano)
- Merluccius polli (nasello atlantico)
- Merluccius productus (nasello del Pacifico)
- Merluccius senegalensis (nasello atlantico)

### Phycidae
- Phycis blennoides
- Phycis phycis